# Paléolithique supérieur

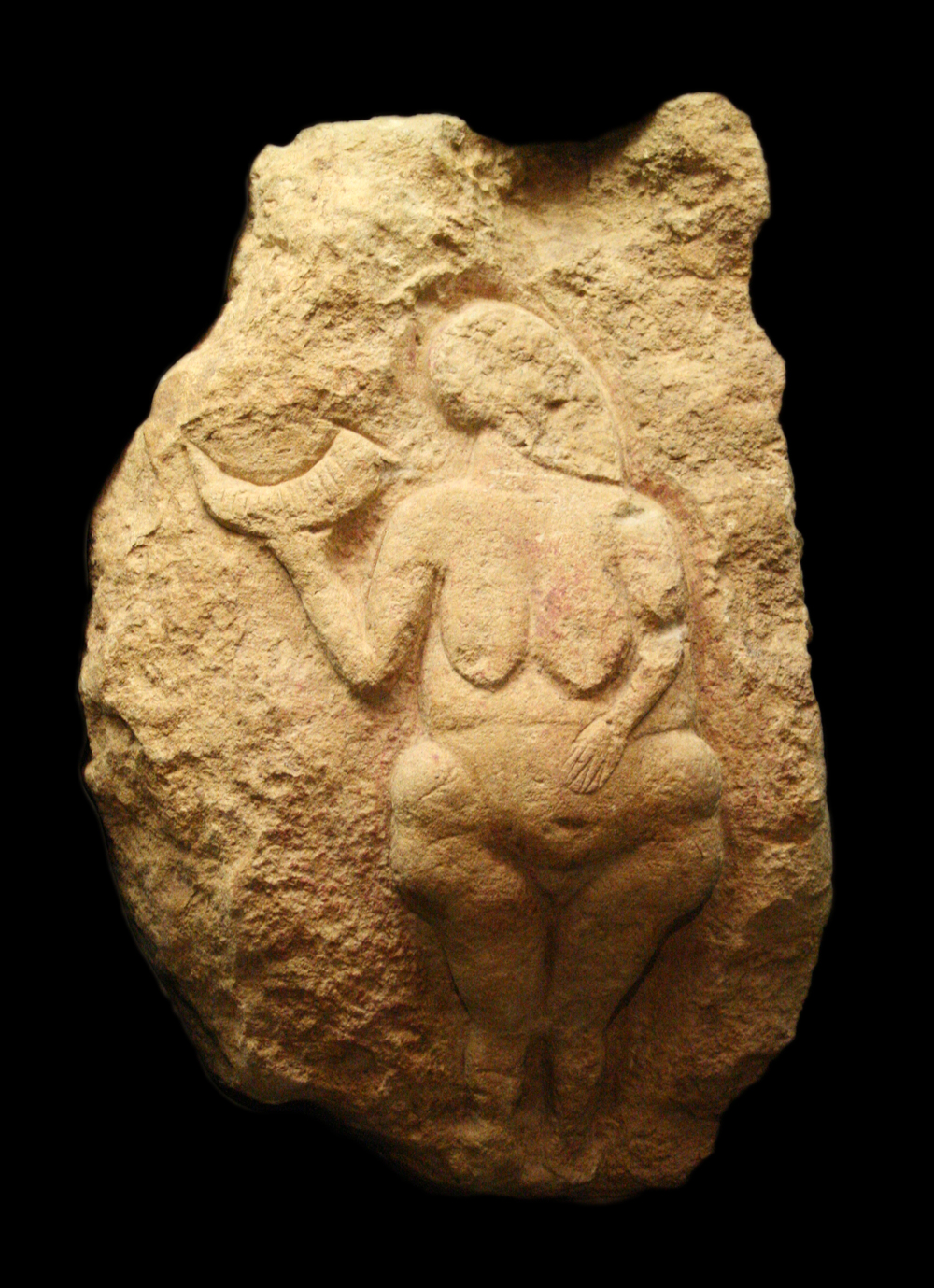
Vénus de Laussel.

Le Paléolithique supérieur est la quatrième et dernière époque du Paléolithique, marquée par le passage des populations préhistoriques aux industries lithiques de mode 4. Ce mode est caractérisé par le développement de certaines techniques (lamelles, outils et armes en matières dures animales, propulseur, etc.), tandis que se manifeste une explosion de l'art préhistorique.
Le Paléolithique supérieur s'étend entre environ 45 000 et 12 000 ans avant le présent. Il est précédé par le Paléolithique moyen et s'achève avec la fin de la dernière période glaciaire ; il est suivi par le Mésolithique.

## Sapiens et Néandertal
Le Paléolithique supérieur débute en Europe à l'arrivée d'Homo sapiens, par l'Europe du Sud-est, en provenance du Proche-Orient, apportant avec lui la culture de l'Aurignacien, lors d'une amélioration relative du climat vers 45 000 ans avant le présent. Il se répand rapidement dans toute l'Europe et cohabite pendant plusieurs milliers d'années avec l'Homme de Néandertal, jusqu'à l'extinction de ce dernier vers 30 000 ans avant le présent. À ce moment arrive depuis les Balkans une seconde vague d'Homo sapiens caractérisée par une culture distincte : le Gravettien. Selon une étude publiée en 2018, les fossiles d'Homo sapiens de moins de 35 000 ans, correspondant en Europe à la période gravettienne, semblent montrer un développement cérébral comparable aux humains actuels, contrairement aux fossiles plus anciens dont l'évolution cérébrale apparait progressive,.
L'existence d'un Homme de Cro-Magnon, qui aurait vécu en Europe au paléolithique supérieur, a un temps été envisagée, à la suite de la découverte archéologique de squelettes en 1868 aux Eyzies-de-Tayac, en Dordogne. À cette époque, les scientifiques ont pensé qu'il s'agissait d'une autre espèce humaine que les sapiens. Aujourd'hui, les scientifiques pensent qu'il s'agit de la même.
Homo sapiens apporte dans toute l'Europe des pratiques complètement différentes de celles de l'Homme de Néandertal. Son industrie lithique est basée sur la production de lamelles, qui servent de base à la réalisation d'un outillage diversifié : grattoirs, burins, pointes de projectiles, armatures, etc.

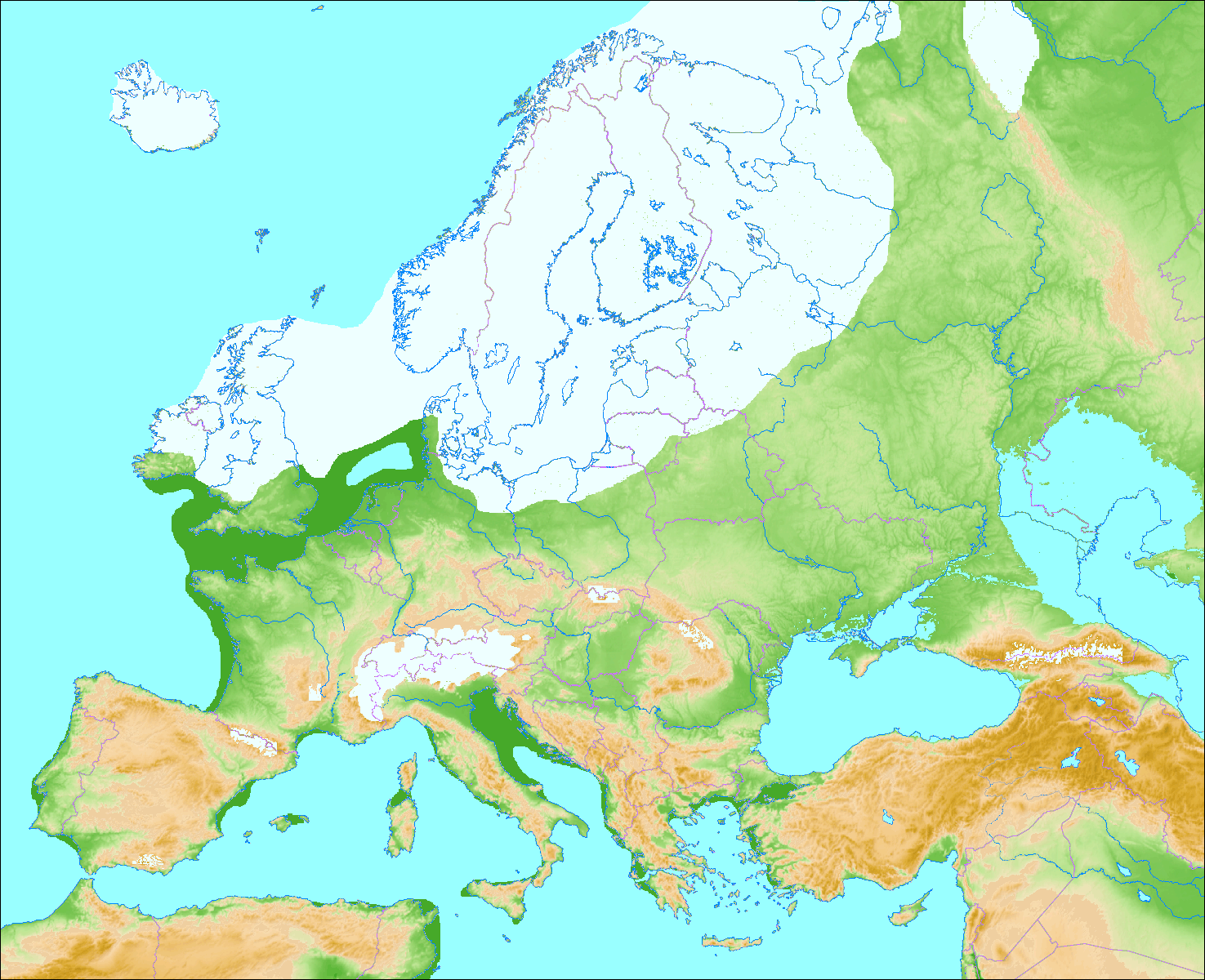
L'Europe au dernier maximum glaciaire, il y a environ 20 000 ans.

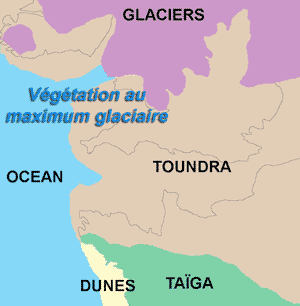
Limites de la végétation au maximum glaciaire du Paléolithique supérieur.

Les causes de l'extinction de l'Homme de Néandertal ne sont pas consensuelles. La majorité des auteurs pensent que les Homo sapiens ont supplanté les Néandertaliens grâce à leur supériorité sociale et technique, notamment dans les armes et les stratégies de subsistance. La domestication du chien entrerait également dans les atouts avancés dans ce sens : celui-ci lui aurait conféré un avantage pour la chasse,. Cependant, d'autres auteurs estiment que la revue comparée systématique des données archéologiques Néandertal vs. Sapiens montre qu'elles ne sont pas suffisamment différentes pour expliquer une disparition des premiers pour cause d'infériorité cognitive.

## Contexte climatique et environnemental
Au cours du Paléolithique supérieur, le climat est froid en Europe avec des épisodes un peu moins rigoureux. Le nord de la France est occupé par la toundra (un terrain dépourvu d'arbres et couvert de lichens et mousses), à laquelle succède, en descendant vers le Sud, la taïga, forêt peu épaisse constituée de pins et de bouleaux nains. Dans les vallées abritées, durant les épisodes climatiques les plus tempérés, on trouve des feuillus.
Cette végétation peu dense est le royaume des herbivores : aurochs (l'ancêtre de grande taille des vaches domestiques), cheval de Przewalski, rhinocéros laineux, mammouth, bison, saïga. Durant les épisodes les plus froids abondent les rennes. Tous ces herbivores sont chassés par deux carnivores concurrents de l'homme : le lion des cavernes eurasiatique et la hyène des cavernes. L'ours brun et l'ours des cavernes occupent les vallées boisées. Cette faune caractéristique explique que cette période a longtemps été appelée l'âge du renne ou l'âge des cavernes.

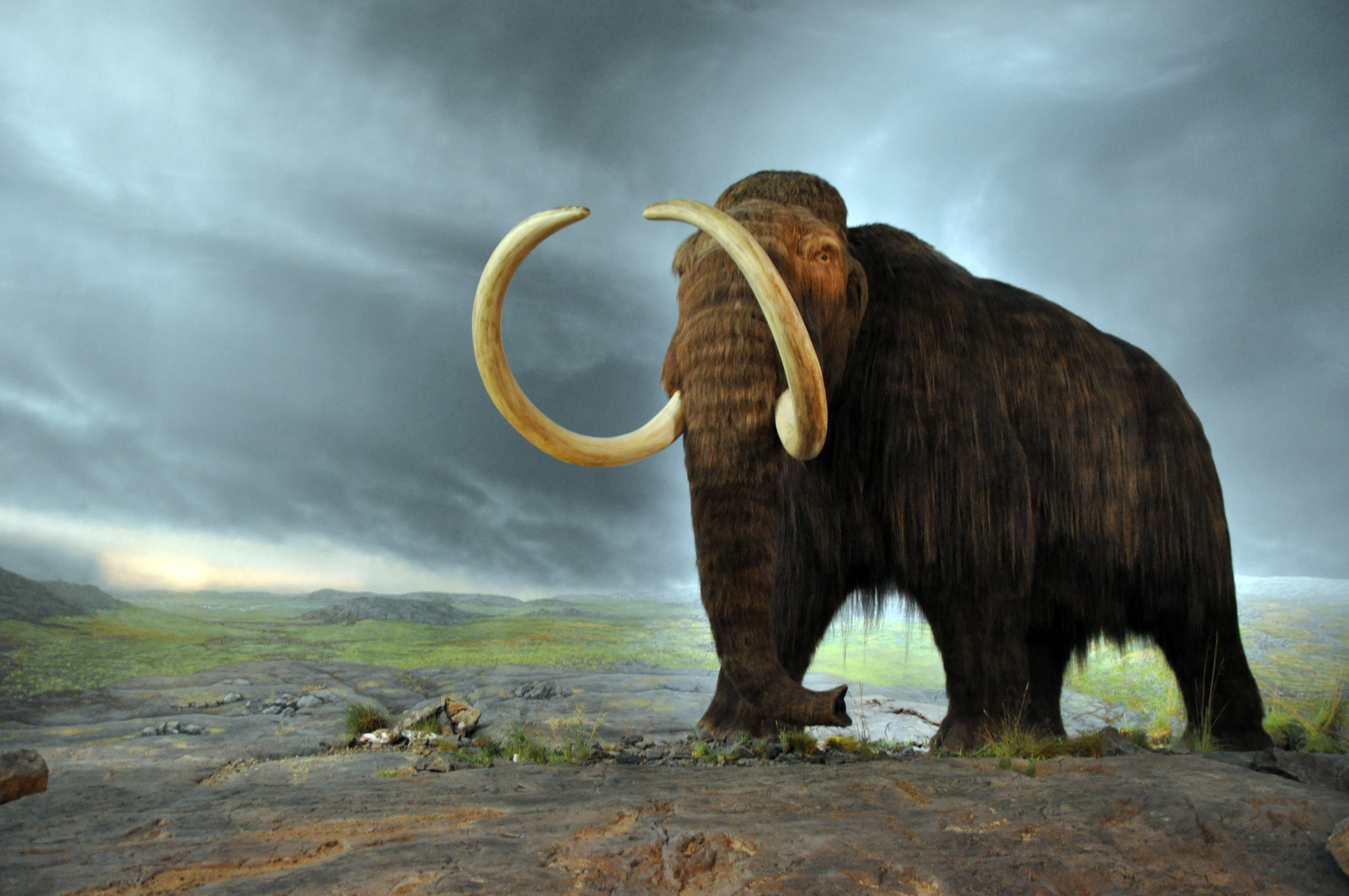
Mammouth laineux
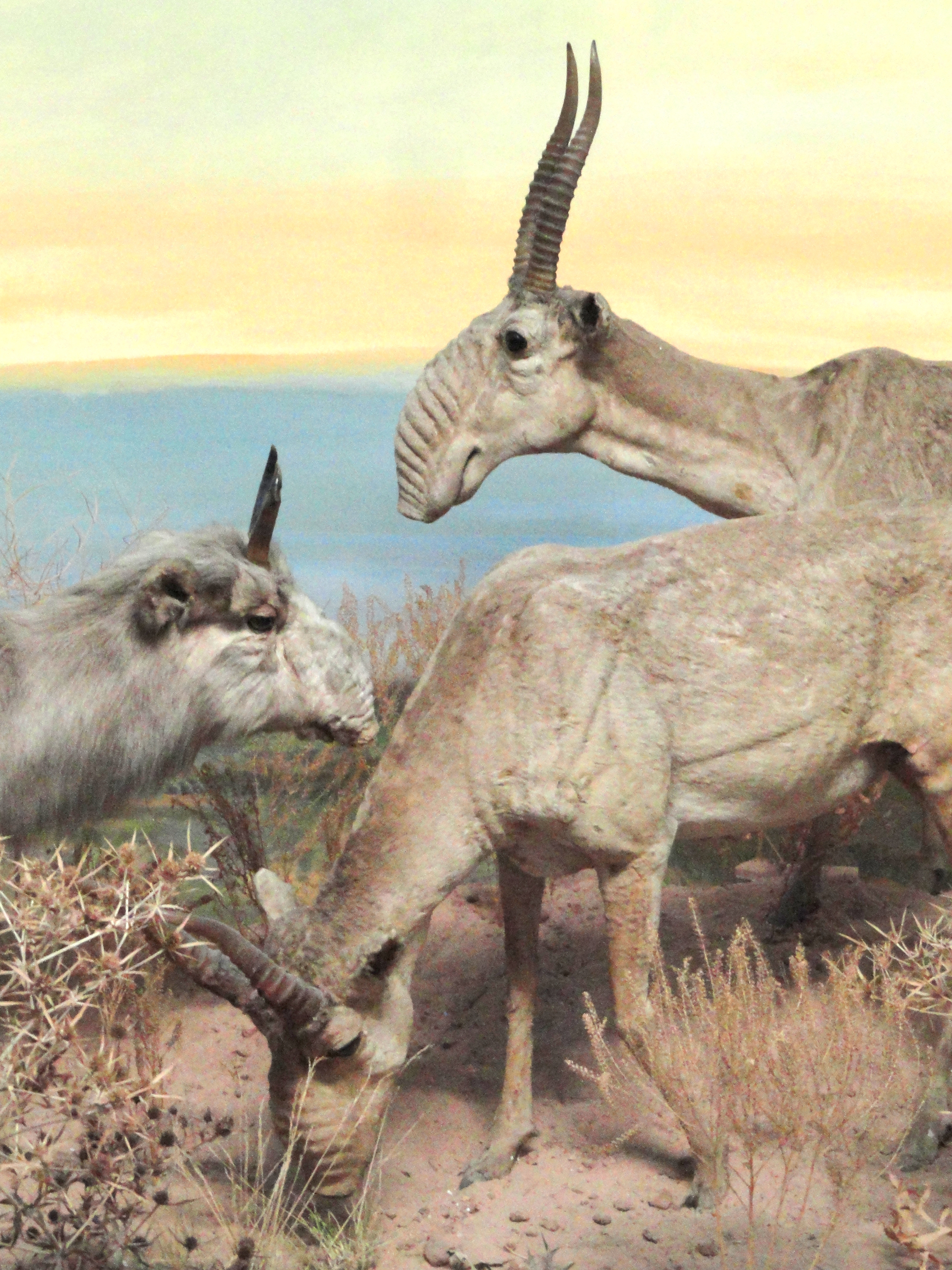
Antilope Saïga
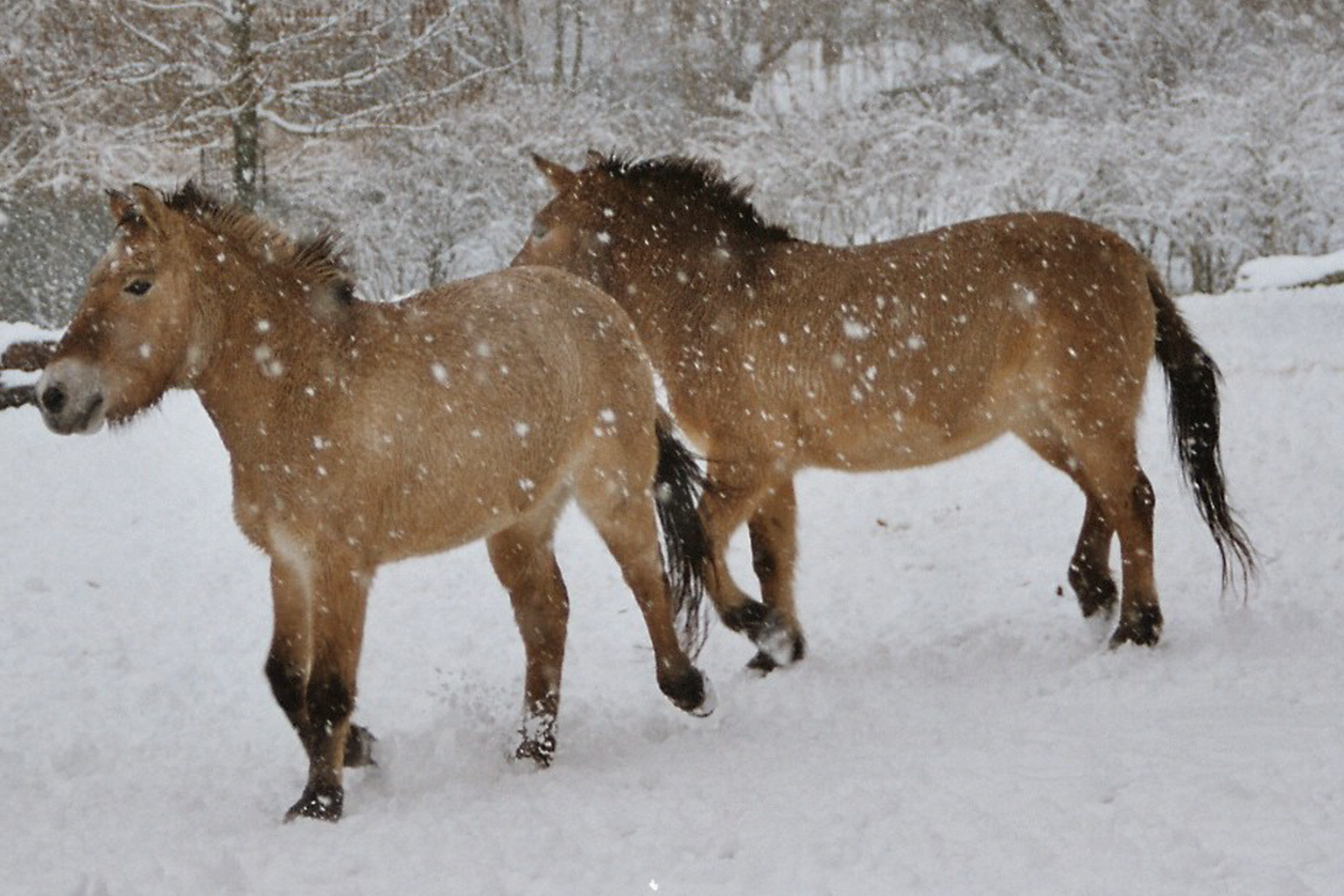
Cheval de Przewalski

## Évolution des techniques

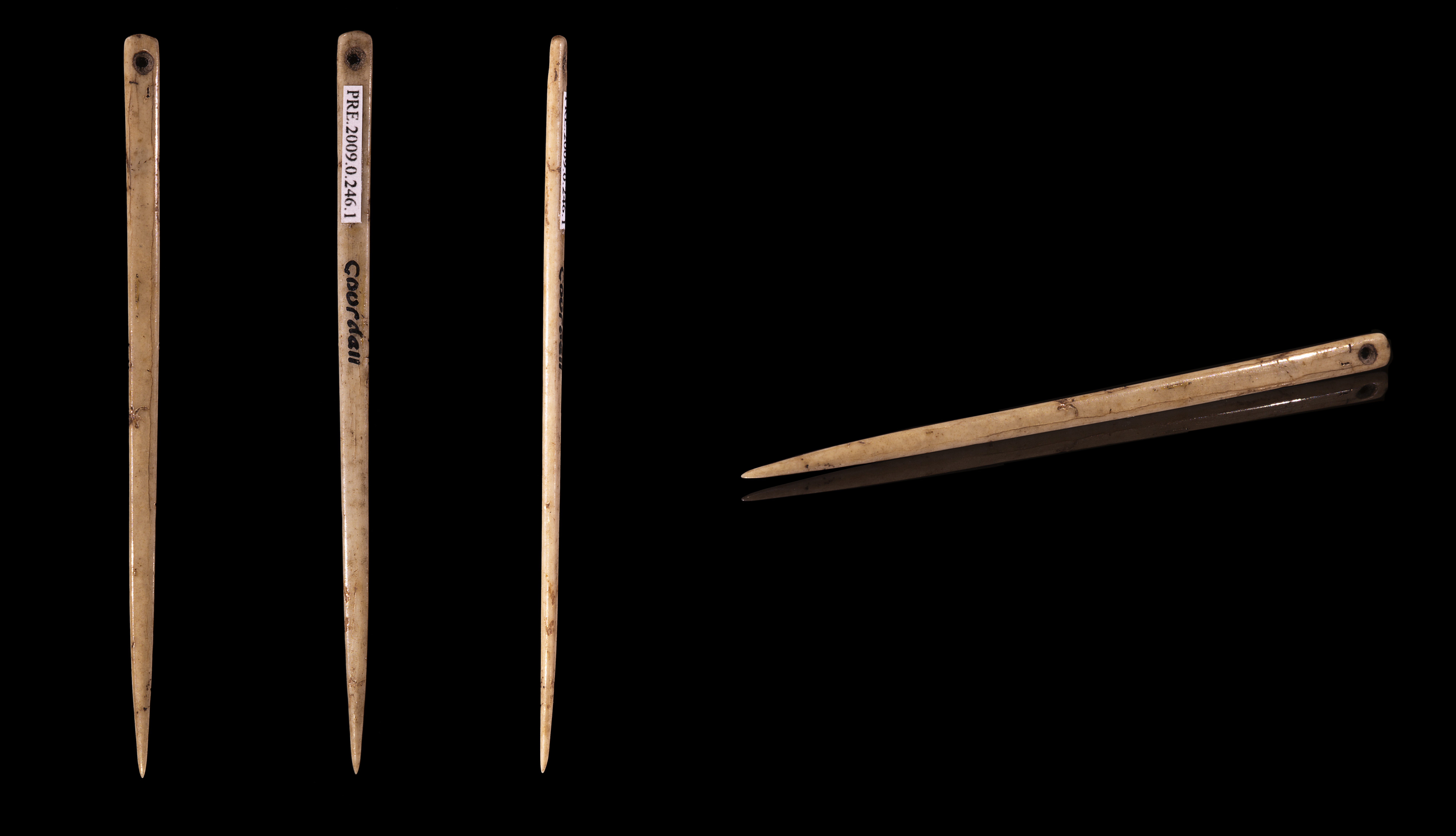
Aiguille à chas, Gourdan, Muséum de Toulouse

Au début de cette période, l'homme chasse ces animaux avec des sagaies ou en les piégeant. La date d'apparition de l’arc est discutée en l'absence de preuves directes. De petites pointes de silex compatibles avec des armatures de flèches ont été découvertes dans différentes industries du Paléolithique supérieur, notamment dans des niveaux de la Cueva del Parpalló (Espagne) datant de 19 000 ans avant le présent.

## Principales subdivisions en Europe
Plusieurs cultures se succèdent durant le Paléolithique supérieur européen (dates indiquées avant le présent) : 
- l'Uluzzien (47 000 à 43 000, en Italie et en Grèce) est généralement représenté par des pièces à retouche abrupte différenciée de petites dimensions ; troncatures, becs, pointes et lames à dos, géométriques ;
- l'Aurignacien (43 000 à 29 000) est caractérisé par ses pointes de sagaies à base fendue en ivoire ou en bois de renne[10], par la production de lamelles en silex et par sa production artistique pariétale (grotte Chauvet, grottes d'Arcy-sur-Cure) et mobilière ;
- le Gravettien (31 000 à 22 000) est connu pour ses statuettes aux formes féminines particulièrement exagérées, surnommées « Vénus » ;
- l'Épigravettien (20 000 à 10 000, en Italie et dans les Balkans), montre des armatures à dos, une quantité variable d'assemblages à pièces à cran, quelques pièces foliacées ;
- le Solutréen (22 000 à 17 000, en France et en Espagne) se déroule lors du dernier maximum glaciaire. Le Nord de la France est sans doute abandonné par l'homme. Il est caractérisé par une taille du silex particulièrement sophistiquée (production de feuilles de laurier) et un art pariétal original que l'on trouve dans la grotte Cosquer dont l'entrée était à l'air libre durant cette période de régression marine. L'aiguille à chas et le propulseur sont attestés à cette époque ;
- le Protomagdalénien (20 000 à 18 000), qui termine le cycle gravettien, est connu pour son industrie lithique caractérisée par des burins dièdres, souvent multiples, des lamelles à dos et des lames à retouche composite dite protomagdalénienne ;
- le Badegoulien (17 000 à 15 000). Il se rencontre sur l'ensemble de la zone franco-cantabrique (sud-ouest de la France et Cantabrie), ainsi que sur la côte méditerranéenne de l'Espagne. Quelques indices sont signalés sporadiquement en Suisse et en Allemagne. Ce faciès correspond à l'ancienne dénomination « Magdalénien ancien » et se caractérise par un débitage d'éclats et un outillage dominé par les grattoirs et les outils archaïques (encoches, denticulés, pièces esquillées et racloirs), au détriment des burins et des lamelles à dos plus rares ;
- la culture du Magdalénien se développe de 17 000 à 14 000 et coïncide avec une période de réchauffement entrecoupée de rechutes. Le propulseur se généralise, l'homme découvre le harpon. Cette culture est célèbre pour son art mobilier et son art pariétal, avec des œuvres telles que les figurines des « Vénus » de Monruz (Suisse, Neuchâtel) ou de Gönnersdorf (Allemagne, vallée du Rhin), le bâton percé du "renne broutant" (Suisse, Schaffhouse) ou encore celles de la grotte d'Altamira en Espagne, de Lascaux et Font-de-Gaume en Dordogne, ou de l'abri sous roche du Roc-aux-Sorciers dans la Vienne (France).

Le Paléolithique supérieur s'achève avec la disparition du renne et du rhinocéros laineux due au réchauffement. Le retour de la forêt entraîne des changements au niveau de l'armement (microlithisation des armatures, généralisation de l'arc) qui caractérisent l'Épipaléolithique puis le Mésolithique.

## Art

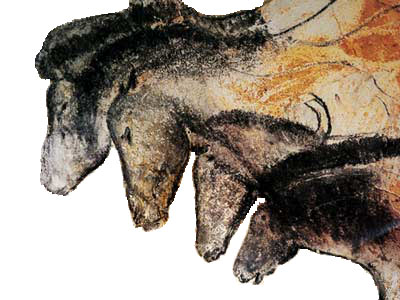
Les chevaux de la Grotte Chauvet, Ardèche
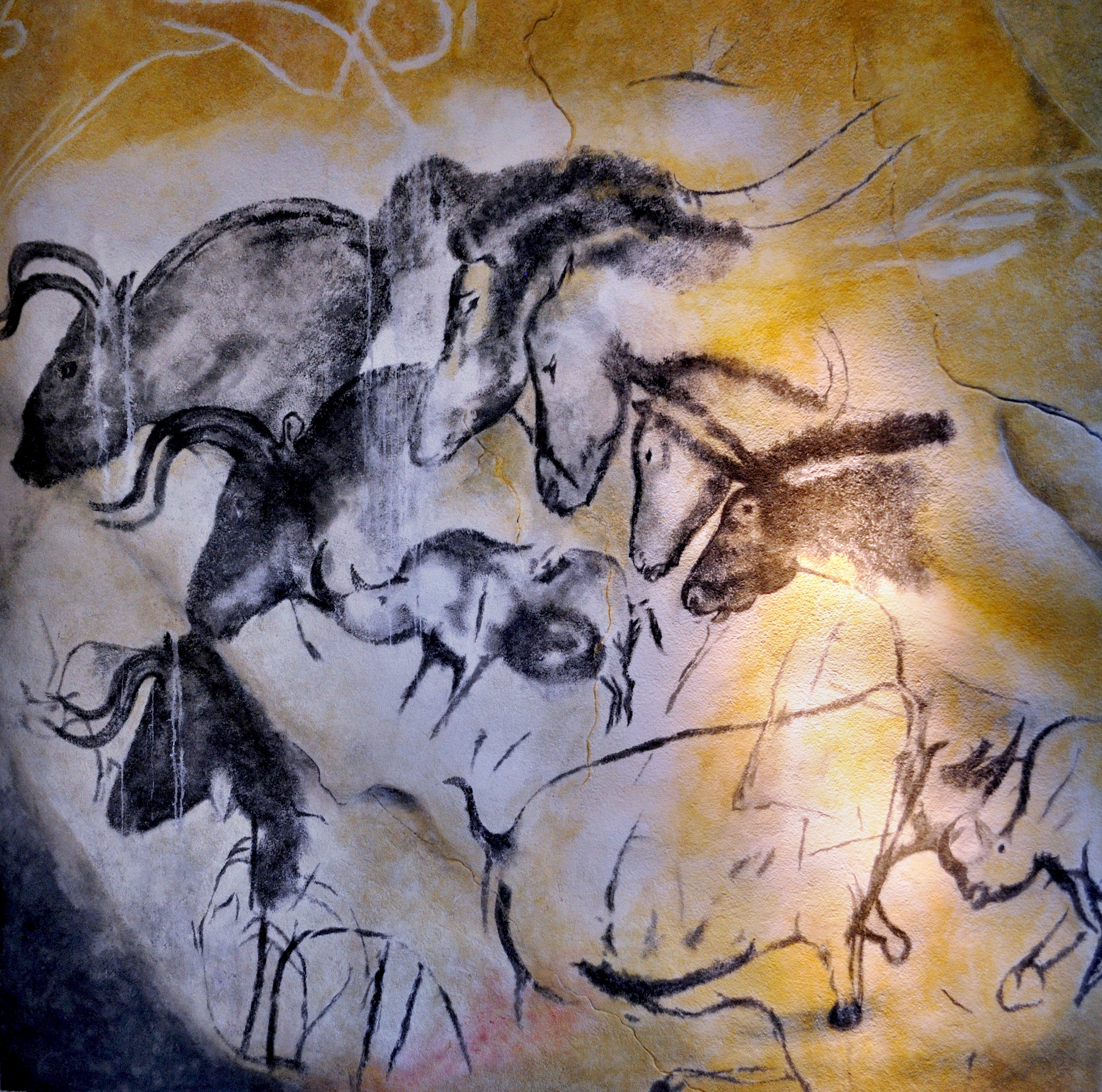
Grotte Chauvet, vers 32 000 AP, chevaux, aurochs et rhinocéros (Aurignacien)
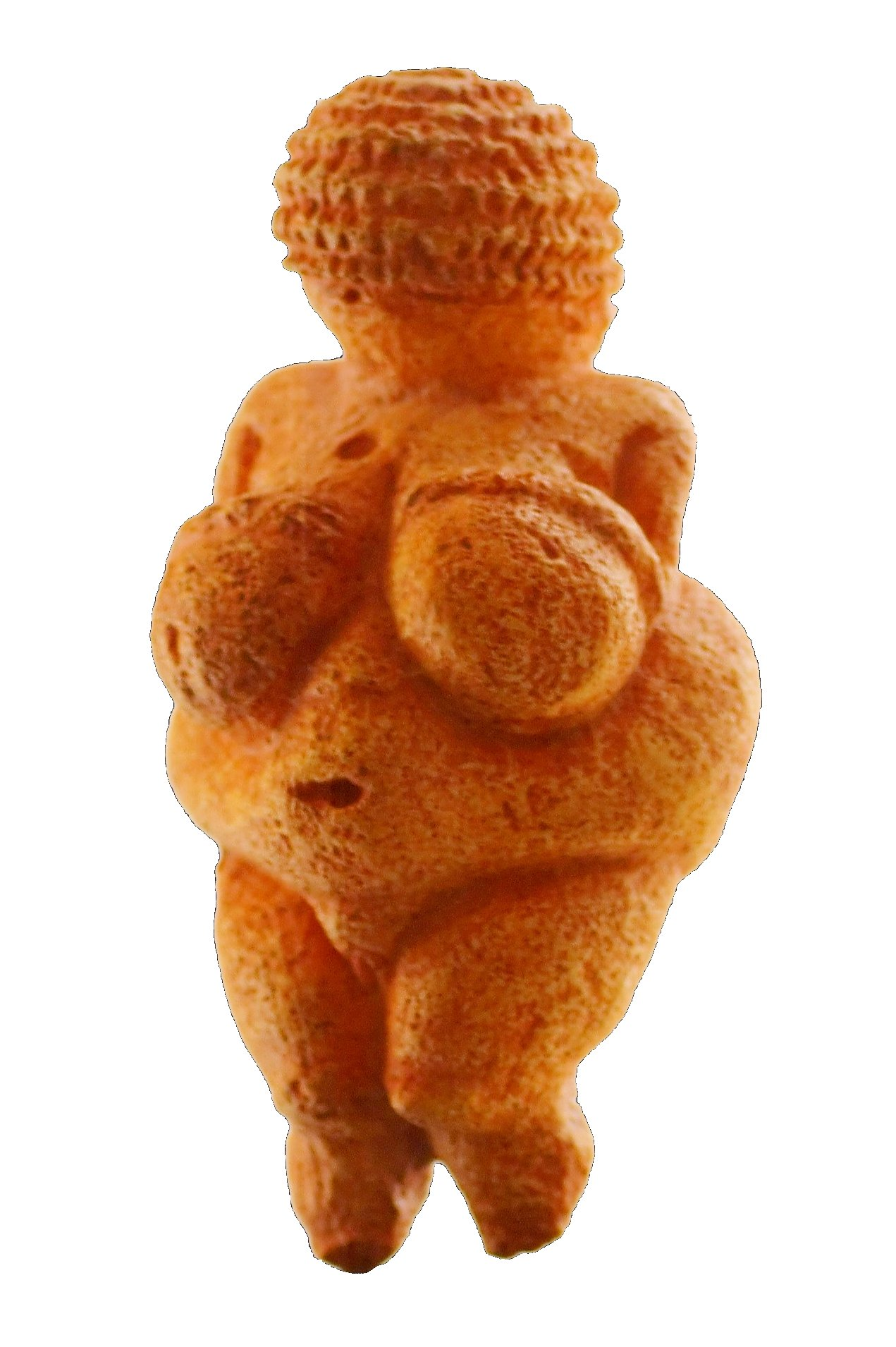
Vénus de Willendorf, vers 24 000 AP (Gravettien)
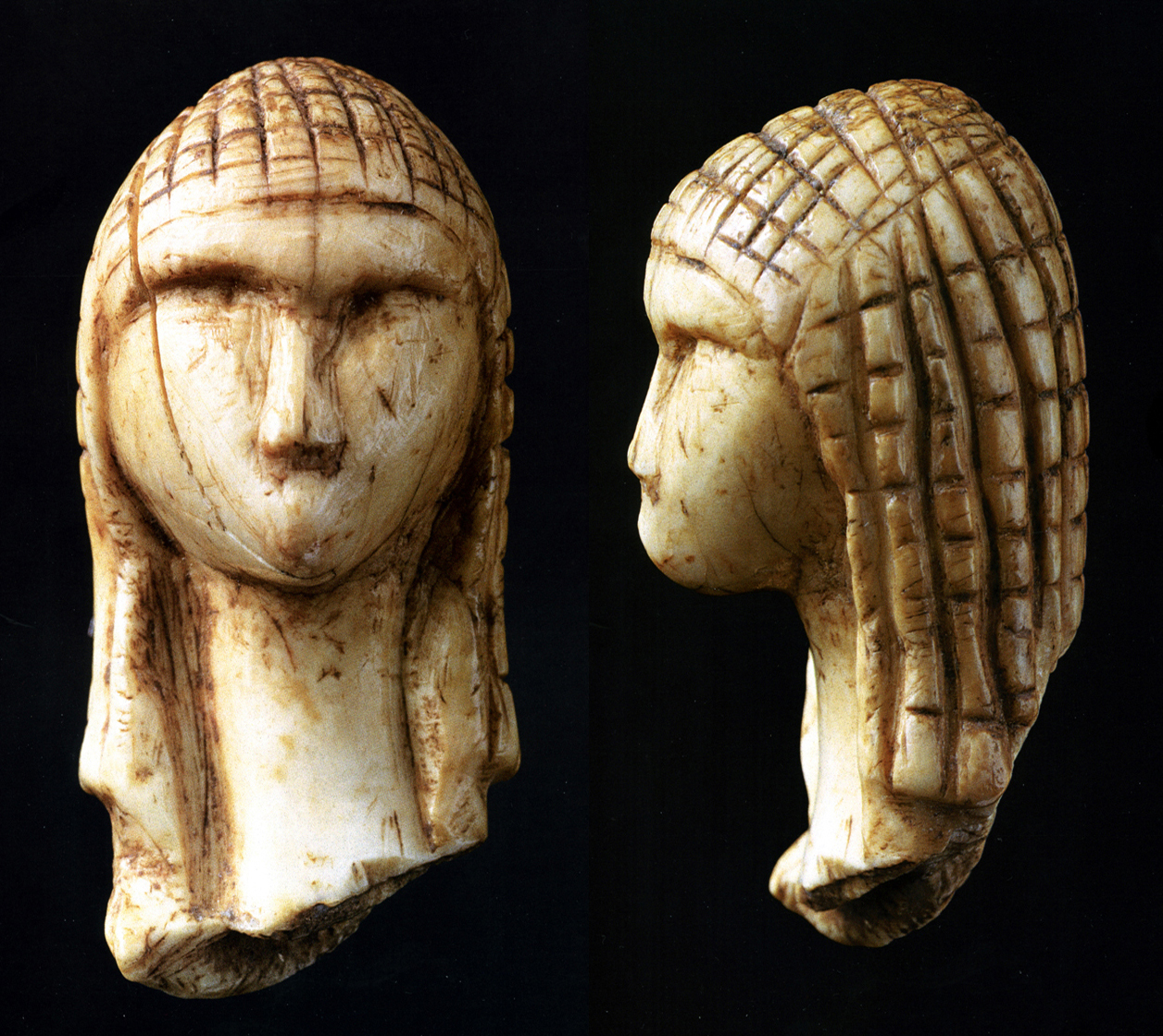
Dame de Brassempouy, vers 26 à 24 000 AP (Gravettien)
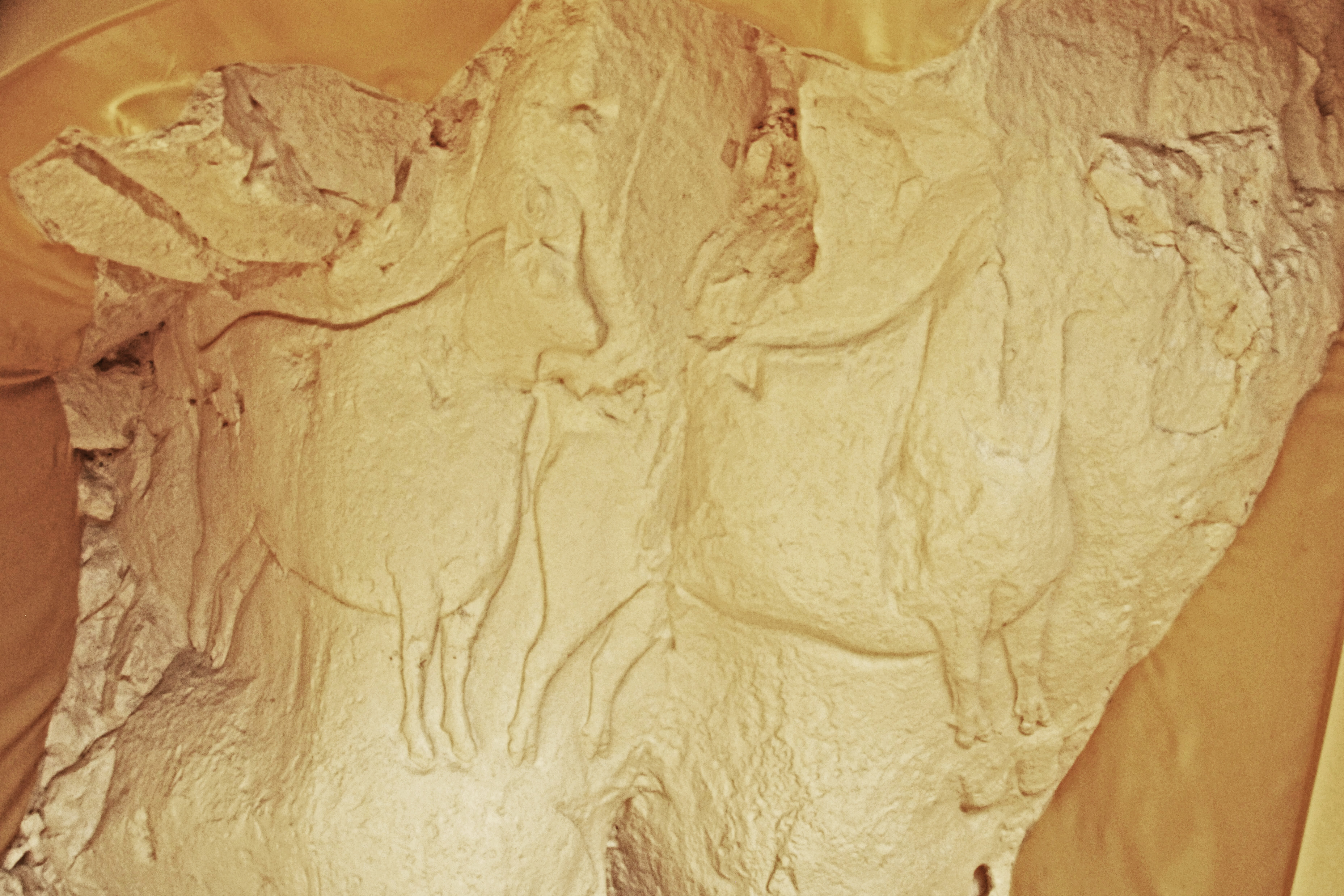
Roc-aux-Sorciers, vers 15 à 14 000 AP (Magdalénien)